# Desa Pangempon (administrativ by i Indonesien, lat -7,39, long 109,50)
Desa Pangempon är en administrativ by i Indonesien.   Den ligger i provinsen Jawa Tengah, i den västra delen av landet, 300 km öster om huvudstaden Jakarta.